# Šenov u Nového Jičína
Šenov u Nového Jičína (in tedesco Schönau bei Neutitschein) è un comune della Repubblica Ceca facente parte del distretto di Nový Jičín, nella regione della Moravia-Slesia.